# Tret Fure
Tret Fure (18 de marzo de 1951) es una cantautora estadounidense, prominente en el movimiento musical conocido como "women's music" (música para mujeres).

## Biografía
Su carrera musical inició cuando tenía 16 años, realizando presentaciones en pequeños recintos. A los 19 años se mudó a Los Ángeles para ampliar sus horizontes artísticos. En menos de un año logró convertirse en guitarrista y cantante de Spencer Davis. Salió de gira con dicho músico y compuso el sencillo para el álbum Mousetrap (1970). Grabó su primer álbum solista en 1973 bajo el sello MCA/UNI Records, con Lowell George de la banda Little Feat como productor. Dado el éxito obtenido por el álbum, logró compartir escenario con bandas como Yes, Poco y J. Geils Band.
A comienzos de la década de 1980, Tret abandonó las grandes discográficas. Queriendo tener control creativo total, empezó a interesarse por la música independiente y por el floreciente movimiento musical denominado "women's music". Trabajó a dúo con la arista Cris Williamson en la década de 1990, lanzando tres álbumes. Fure y Williamson tuvieron también una relación sentimental.
Sus producciones más aclamadas como solista incluyen a Tret Fure (1973), Terminal Hold (1984),  Edges of the Heart (1986),  Time Turns the Moon (1990),  Back Home (2001) y My Shoes (2003).

## Discografía parcial
- Mousetrap (1972, álbum de Spencer Davis)
- Tret Fure (1973)
- Terminal Hold (1984)
- Edges of the Heart (1986)
- Time Turns the Moon (1990)
- Postcards from Paradise (1993, con Cris Williamson)
- Between the Covers (1999, con Cris Williamson)
- Radio Quiet (1999, con Cris Williamson)
- Back Home (2001)
- My Shoes (2002)
- Anytime Anywhere (2005)
- True Compass (2007)
- The Horizon (2010)
- "A Piece of the Sky" (2013)
- "Rembrandt Afternoons" (2015)